# Petromyscus monticularis
Petromyscus monticularis är en däggdjursart som först beskrevs av Thomas och Hinton 1925.  Petromyscus monticularis ingår i släktet afrikanska klippmöss, och familjen Nesomyidae. IUCN kategoriserar arten globalt som livskraftig. Inga underarter finns listade i Catalogue of Life.
Arten förekommer i södra Namibia och nordvästra Sydafrika. Den lever i kulliga områden och i bergstrakter mellan 100 och 2000 meter över havet. Habitatet utgörs av klippiga halvöknar med glest fördelade buskar.
Denna gnagare når en kroppslängd (huvud och bål) av 63 till 93 mm och en svanslängd av 66 till 84 mm. Den har 13 till 17 mm långa bakfötter och 10 till 14 mm långa öron. Pälsen är på ovansidan mörkbrun och på undersidan ljusare. Honor har 6 spenar.
Individerna äter främst frön som kompletteras med andra växtdelar och insekter.